# ニカラグア関係記事の一覧
ニカラグア関係記事の一覧（ニカラグアかんけいきじのいちらん）はニカラグアに関連する記事を50音順に列挙したものである。
- ニカラグア出身者の一覧については、ニカラグア人の一覧を参照。
- ニカラグアの都市の一覧については、ニカラグアの都市の一覧を参照。

## あ行
- アカウアリンカ足跡
- イサベリア山脈
- イラン・コントラ事件
- エスタディオ・デニス・マルティネス
- エステリ
- エステリ県
- オメテペ島
- オリンピックのニカラグア選手団

## か行
- カラソ県
- 北アトランティコ自治地域
- 旧マナグア大聖堂
- グラナダ (ニカラグア)
- グラナダ県 (ニカラグア)
- 国際連合中米監視団
- コーン諸島
- コントラ
- コントラ戦争

## さ行
- サッカーニカラグア代表
- サンディニスタ革命
- サンディニスタ民族解放戦線
- セラヤ県
- ソモサ
- ソモト
- ソモト峡谷国定記念物

## た行
- チナンデガ県
- 中米連邦
- チョンタレス県

## な行
- ニカラグア
- ニカラグア運河
- ニカラグア湖
- ニカラグア手話
- ニカラグアにおけるコーヒー生産
- ニカラグアの国章
- ニカラグアの国旗
- ニカラグアの世界遺産
- ニカラグアの地方行政区分
- ニカラグアの鉄道
- ヌエバ・セゴビア県

## は行
- パレスチナ系ニカラグア人
- ヒノテガ県
- ボアコ県

## ま行
- マサヤ
- マサヤ県
- マタガルパ県
- マドリス県
- マナグア - 首都
- マナグア県
- マナグア湖
- マナグア国際空港
- 南アトランティコ自治地域
- モモトンボ

## や行
- 野球ニカラグア代表

## ら行
- リオ・サン・フアン県
- リバス県
- レオン (ニカラグア)
- レオン県 (ニカラグア)

## A - Z
- .ni